# Timmertjärnen (Arvidsjaurs socken, Lappland, 728987-165030)
Timmertjärnen är en sjö i Arvidsjaurs kommun i Lappland och ingår i Byskeälvens huvudavrinningsområde. Sjön har en area på 0,087 kvadratkilometer och ligger 366 meter över havet. Sjön avvattnas av vattendraget Nuortejaurbäcken.

## Delavrinningsområde
Timmertjärnen ingår i det delavrinningsområde (729197-164976) som SMHI kallar för Mynnar i Västra Kikkejaure. Medelhöjden är 407 meter över havet och ytan är 6,71 kvadratkilometer. Räknas de 5 avrinningsområdena uppströms in blir den ackumulerade arean 38,09 kvadratkilometer. Nuortejaurbäcken som avvattnar avrinningsområdet har biflödesordning 2, vilket innebär att vattnet flödar genom totalt 2 vattendrag innan det når havet efter 157 kilometer. Avrinningsområdet består mestadels av skog (76 procent). Avrinningsområdet har 0,09 kvadratkilometer vattenytor vilket ger det en sjöprocent på 1,3 procent.